# Nowe Włochy
Nowe Włochy (dawn. Włochy Nowe) – dawna gromada, obecnie część warszawskiego osiedla Włochy, znajdującego się w dzielnicy Włochy. Stare Włochy Leżą w północnej części dzielnicy Włochy, a także w północnej części osiedla Włochy.

## Historia
Do 1930 roku teren ten należał do gminy Skorosze w powiecie warszawskim w woj. warszawskim. 15 kwietnia 1930 wszedł w skład nowo utworzonej gminy Włochy w tymże powiecie.
20 października 1933 utworzono gromadę Włochy Nowe w granicach gminy Włochy, składającą się z miejscowości: Włochy Nowe Południowe i kolonia Nowy Wiktoryn.
1 kwietnia 1939 osadzie Włochy, składającej się z gromad Włochy Stare i Włochy Nowe, nadano status miasta; równocześnie powiększono miasto o części gmin Blizne (części gromad Odolany i Chrzanów) i Skorosze (części gromad Czechowice i Szamoty).
Miasto Włochy zniesiono 15 maja 1951 po włączeniu do Warszawy.